# Albert Speer
Berthold Konrad Hermann Albert Speer (19 de març de 1905 - 1 de setembre de 1981) fou un arquitecte i ministre d'Armament de l'Alemanya nazi de 1942 a 1945; era un dels màxims jerarques alemanys del final de la guerra. Arquitecte predilecte de Hitler, Speer volia decantar tot el favor econòmic del Tercer Reich cap a la fabricació d'armament, sobretot a les acaballes de la Segona Guerra Mundial.
Anomenat el «primer arquitecte del III Reich», l'«arquitecte del diable» o el «nazi bo», va ser l'arquitecte en cap de Hitler. En la postguerra va ser jutjat pel Tribunal militar internacional de Nuremberg, on mostrà el seu penediment i va ser sentenciat a 20 anys de presó. Després del seu alliberament, va arribar a ser un autor d'èxit, gràcies a diversos llibres semiautobiogràfics i a les seves memòries.

## Biografia
Albert era el segon de tres germans, Hermann i Ernst, que el repudiaven pel seu aspecte malaltís, per la seva inclinació a establir converses amb gent que no pertanyia a la seva classe social i pel seu caràcter callat. Va créixer en una família rica, però enmig d'una esbalaïdora carència d'afecte. Albert es formà a la seva intimitat personal com una persona silenciosa i poc donada a fer demostracions emotives. Això repercutiria molt en la maduració del seu caràcter. No obstant això, projectava una imatge molt atractiva per la seva cavallerositat. A causa d'aquestes carències emocionals, Albert desenvolupà una faceta psicosomàtica a la seva personalitat.
Passà la seva infància a la residència familiar de Mannheim. Fill d'arquitectes, provenia d'una família de l'alta burgesia: el seu avi, Hermann Hommel, va ser un comerciant que va fer fortuna amb les eines; d'ell, la família Speer heretaria una bona situació econòmica.
A l'escola, Albert va ser un alumne avantatjat en matemàtiques, especialment en l'estadística. A la seva joventut, Speer primer volia esdevenir matemàtic, però va seguir la tradició familiar i estudià arquitectura. Va iniciar els seus estudis a Karlsruhe. Posteriorment va traslladar-se a Múnic i Berlín. El seu esport favorit era el rem.
Va ser alumne de Heinrich Tessenow a l'Escola Tècnica Superior de Berlín-Charlottenburg, de qui seria ajudant. Dins de les poques amistats que va mantenir en aquella època, es relacionà amb jueus aspirants a arquitectes, tal com Raphael Geis, qui seria un apassionat líder antinazi. Després de completar els seus estudis el 1927, es casà el 28 d'agost d'aquell any amb Margarete Weber, una amiga de classe mitjana des dels 15 anys i que seria la seva companya tota la vida (tot i l'oposició de la seva família). D'aquesta unió naixerien Albert, Fritz, Arnold, Hilde, Margret i Ernst.
A final dels anys 1920, Alemanya es trobava enmig d'una gran depressió econòmica, i no hi havia pràcticament cap mena d'oportunitat laboral ni de projectes de construcció per a un jove arquitecte. Era l'època de la Gran Depressió i el jove matrimoni va subsistir gràcies a l'ajut de la família d'ell, que comptava amb grans recursos. El 1928, acceptà el càrrec d'arquitecte de la Cort del Sobirà de l'Afganistan, Aman Allah, que desitjava contractar especialistes alemanys per a portar a terme reformes al seu país. No obstant això, Allah va ser derrocat abans que Speer es traslladés a l'Afganistan.

### Inicis en el Partit Nazi
El 1931, diversos alumnes seus van convèncer-lo perquè assistira a una reunió del Partit Nacional Socialista dels Treballadors Alemanys (NSDAP) al parc Hasenheide de Berlín, on quedà hipnotitzat per la poderosa oratòria d'Adolf Hitler.
Speer s'afilià al Partit Nazi el gener de 1931, amb el carnet número 474.481. Posteriorment va ser assignat a les SS, a la divisió motoritzada, i va fer tasques de correus, tot i que per un error administratiu mai no va figurar als registres de les SS. Curiosament, això es va mantenir encara que posteriorment tornà a ser assignat a les SS, quan el 1942 Himmler ordenà assimilar-lo a les SS (n. 46104), i va ser agregat a la Plantilla Personal RFSS. Aquest error, aparentment sense importància, li salvaria la vida després de la guerra. La primera tasca de Speer com a membre del Partit Nazi li arribà al 1932, quan Karl Hanke li ordenà reformar les oficines de la Gauleitung de Berlín. Després d'allò, Hanke començà a recomanar-lo dins dels cercles del partit.
El 1933, Joseph Goebbels li demanà que renovés l'oficina principal del Ministeri de Propaganda. Speer posà tota la seva passió en aquesta obra, i va fer-lo en un temps rècord. Goebbels quedà impressionat per la seva feina i el recomanà a Hitler. Més tard al mateix any, va ser carregat de dissenyar la decoració del monument de Tempelhof, on es col·locà una immensa àliga recolzada sobre l'esvàstica. L'aprovació per a aquesta obra la donà el mateix Hitler personalment a Speer.
Hitler apadrinà Speer i li assignà que ajudés el famós arquitecte Paul Ludwig Troost (que Speer considerava com el seu segon mestre) a renovar l'apartament del canceller a la Cancelleria de Berlín. Allà, l'aportació més notable de Speer va ser l'addició del balcó des d'on Hitler podia saludar les multituds que es congregaven a la Wilhelmsplatz per veure'l. Speer i Troost informaven personalment Hitler sobre l'avanç de les obres.
El 1934, Hitler li encarregà d'amellorar les condicions de treball del Front dels Treballadors, que construïen les autopistes, i va dissenyar barracons modèlics per als treballadors. També col·laborava amb l'organització Kraft durch Freude (La força per l'alegria), que pretenia millorar les condicions de treball a les fàbriques alemanyes, mitjançant el disseny de tallers, mobles, vaixella i d'altres elements decoratius. Aquell mateix any és assignat com a Cap del Departament del Despatx de Rudolf Hess i allà fa una gran i sòlida amistat amb la cineasta Leni Riefenstahl.

### Personalitat
Speer tenia una personalitat molt atraient que impressionava aquells que el coneixien. Era un professional molt segur i poc donat a la burocràcia. La paraula "jueu" i les seves connotacions negatives (fins i tot fora de l'ambient nazi) no volien dir res per a ell. Com a contrapartida, Speer era molt tancat en les seves emocions i manifestava una aparent deixadesa emocional als qui l'estimaven. A més, des de nen desenvolupà malalties psicosomàtiques, de les quals va patir tota la vida.
Honest, incansable i metòdic com a treballador, feia ús de les seves influències i es feia valer a les esferes de poder nazi. Speer aprofità aquests contactes per a potenciar el seu desenvolupament professional, si bé no el seu progrés polític. Un cop va ser designat Ministre d'Armament i Municions, afrontaria aquella tasca des d'un punt de vista estrictament tècnic, amb una gran dedicació al deure. El mateix Speer reconeixia que no era una persona donada a exposar les seves emocions, però sí que s'aprofità de l'especial amistat que Hitler li brindava.
La seva innegable estampa i la seva personalitat atractiva, matisada amb modèstia i timidesa, atreia les dones. Tant Annmarie Kempf, la seva secretària personal, com l'agraciada Leni Riefenstahl van sentir-se atretes per ell, i viceversa, però per a Speer la infidelitat marital era quelcom inconcebible. Tot i que en un inici professava les idees del nazisme, no era un antisemita declarat i acabà abjurant de l'ideari nazi al tenir coneixement de l'Holocaust, tot i que molts historiadors rebaten l'aparent desconeixement de Speer sobre la Solució Final.
Speer, tot i ser un bon arquitecte, no era pas el millor; tenia un rival, de nom Hermann Giesler, també favorit de Hitler, el qual l'avantatjava molt en talent i creativitat. La millor qualitat de Speer era la seva immensa capacitat d'organització, la seva voluntat fèrria per a aconseguir fites i el seu talent especial per a l'estadística. Giesler, això no obstant, mai no comptà amb la consideració especial de Hitler, encara que li encarregués la construcció d'una casa de retir a Linz. Sovint hi hagué enfrontaments entre ells dos, moltes vegades davant del mateix Hitler.
Hitler el tractava amb una consideració excepcional i no obstant això, amb un cert desdeny. Quan Hitler supervisava la seva feina, Speer el tractava com un igual, i el diàleg era de persona a persona. Hitler, evidentment, gaudia de la companyia de Speer.

#### La relació particular amb Hitler
El cert és que Hitler tenia unes consideracions cap a Speer que no tenia cap a ningú més dels seus propers. Les opinions de Speer sempre gaudien de la seva més alta consideració i Speer sempre era l'element principal dins del seu "cercle de ferro". La confiança de Speer en els seus lligams amb Hitler arribà a l'extrem que es negà a executar, al final de la guerra, l'ordre de "terra cremada". Qualsevol altre que hagués actuat així hauria estat afusellat sense cap mena de dubte.

### Primer arquitecte del Reich
Troost va morir el 1934 i Speer va resultar escollit per a substituir-lo com arquitecte en cap del partit. Un dels seus primers encàrrecs després d'aquest ascens va ser probablement el més conegut de tots els seus dissenys: la tribuna del Camp Zeppelí, l'àrea de desfilades de Nuremberg (que pot veure's a "Triumph des Willens", l'obra mestra de la propaganda dirigida per Leni Riefenstahl). A la seva autobiografia, Speer afirma que, quan va veure el projecte original, va fer el comentari despectiu que li semblava el lloc de reunió d'un "club de tir" i va ser convidat a presentar un projecte nou. Va fer servir l'antiga arquitectura dòrica de l'altar de Pèrgam, a Turquia, però ampliat d(una escala enorme, capaç d'acollir fins a 240.000 persones. A la reunió del partit al camp de desfilades de 1934, i aconsellat per Leni Riefenstahl, Speer ordenà envoltar la zona amb 150 projectors antiaeris: això creava un efecte de catedral de llum, com ho anomenà l'ambaixador britànic Sir Neville Henderson.
Speer, per a una millor administració, contractà dos dels seus col·laboradors: Annemarie Kempf, la seva secretària personal, i l'arquitecte de les SS, Rudolf Wolters, els quals formarien el seu "cercle de ferro".
Nuremberg estava destinada a contenir molts altres edificis oficials nazis, la majoria dels quals mai no s'arribaren a construir: per exemple, l'Estadi Alemany havia de tenir una capacitat de 400.000 espectadors, i allà se celebrarien els Jocs Aris, substituts projectats per Hitler dels Jocs Olímpics i que se haurien d'haver estat celebrats a Nuremberg a perpetuïtat. Al Camp de Mart, la Wehrmacht celebraria desfilades i exercicis de combat anuals davant més de 160.000 espectadors, asseguts en tribunes coronades per una estàtua femenina de 60 metres d'alt. Mentre que planejava aquests edificis, Speer inventà la teoria del "valor de les runes", recolzada amb entusiasme per Hitler, segons la qual es construirien tots els nous edificis de manera que deixessin unes runes estèticament agradables per a un futur llunyà: aquestes restes serien el testament de la grandesa del Tercer Reich, igual que les runes gregues o romanes són el símbol de la grandesa de les seves civilitzacions.
El 30 de gener de 1937, Hitler nomenà a Speer Generalbauinspektor (Inspector General de Construcció), amb rang de secretari d'Estat, i va encarregar-lo dels plans per a la reconstrucció de Berlín, que hauria de convertir-se en la capital d'un estat supragermànic: Welthauptstadt Germania.
Altres arquitectes treballaren per a Speer, com per exemple Peter Klinke, Hans Stephan o Willie Schelkes, els quals van ser els seus col·laboradors dins de les seves especialitats a l'oficina anomenada "GBI". Annmarie Kempf i Wolters també van hi unir-s'hi. Speer convidà al seu mentor, Tessenow, a unir-s'hi, però aquest declinà l'oferiment.
El primer pas d'aquests plans va ser la reforma de l'Estadi Olímpic de Berlín, usat pels Jocs Olímpics de 1936, i que havia estat dissenyat per Werner March. Speer projectà igualment la nova Cancelleria del Reich, que incloïa un enorme saló dues vegades més gran que el Saló dels Miralls del Palau de Versalles. Hitler volia construir una tercera Cancelleria, encara més gran, tot i que ni s'arribà a començar. La segona va ser destruïda per l'Exèrcit Roig el 1945 en el transcurs de la batalla de Berlín. Les seves restes van ser usades per construir el monument-cementiri militar de Treptow, als afores de la ciutat.
El 1937, Speer projectà el pavelló alemany de l'Exposició Internacional de 1937 a París, situat just al davant del pavelló de la Unió Soviètica. El seu disseny pretenia representar una defensa sòlida contra els embats del comunisme, tot i que ambdós pavellons van ser guardonats amb la medalla d'or pels seus dissenys.
El 1939, la Cancelleria quedà finalitzada i Hitler, com molts d'altres, va quedar extasiat per la bellesa de la reforma. A la planta baixa, s'instal·là la maqueta de la reconstrucció de Berlíni en una gegantina sala, anomenat "Germània". A partir d'aquell moment, Hitler passà hores i hores a la matinada extasiat davant la maqueta. Segons les seves declaracions a Speer, veia aquella maqueta com un monument post-mortem a la seva obra.
De tota la resta d'edificis projectats per a Berlín, gairebé cap arribà a construir-se. El concepte general era reorganitzar la ciutat a través d'un llarg passeig central de 5 km. A l'extrem nord, Speer va basar-se en esbossos dibuixats per Hitler als anys 20, pensà en un edifici amb una cúpula enorme, inspirat de la cúpula de Panteó d'Agripa. La seva mida la feia poc pràctica: més de 200 metres d'alt i gairebé 250 de diàmetre, 16 vegades més gran de la cúpula de Sant Pere del Vaticà. A l'extrem sud hi hauria un arc semblant a l'Arc de Triomf de París, també de dimensions colossals: 120 metres d'alt (de fet, l'arc parisí hagués cabut a sota del berlinès). L'inici de la Segona Guerra Mundial el 1939 va impedir la finalització d'aquests projectes, si bé no van ser formalment abandonats per Hitler fins ben entrada la guerra.
El 1940, a causa del fet que s'estaven portant a terme simultàniament obres de reconstrucció en més de 30 ciutats alemanyes, Speer sol·licità a Hitler el càrrec de comissionat de l'NSDAP per a l'Arquitectura i la Planificació Urbanística, per evitar així el caos i assolir una unificació d'estils. Hitler rebutjà la proposta.
El 1941, Speer dirigí simultàniament diversos projectes: construí els refugis antiaeris de Berlín, així com diverses fàbriques a Brünn, Graz i Viena. A Noruega projectà la construcció d'unes enormes drassanes per a submarins; a part de dissenyar i construir fàbriques per a l'esforç bèl·lic a Alemanya. Arran dels bombardeigs, juntament amb el projecte del nou Berlín, Speer va ser presumptament responsable de la deportació d'uns 50.000 jueus, que va expulsar de les seves llars per fer lloc als seus grandiosos plans; així com del reallotjament dels ciutadans alemanys afectats per les obres. Només se salvaren de la deportació uns 26.000 jueus que treballaven a les fàbriques d'armament. Aquest aspecte es coneix com el dels "pisos jueus". Respecte al tema jueu, Speer aparentà ignorar els fets relacionats amb el seu destí, però tenia almenys unes sospites fundades de quin era el seu destí, tot i que optà per mirar a un altre costat.
A inicis del 1942, Speer va ser destinat a Dnepropetrovsk, a Kíev, per treballar en la reconstrucció dels nusos ferroviaris en col·laboració amb l'Organització Todt. Aquell mateix any, el seu germà Ernst va quedar atrapat al kessel de Stalingrad. Pressionat pels seus pares, Speer intentà treure al seu germà a mitjans de gener de 1943; però, això no obstant, ni tan sols van poder localitzar la seva unitat, que va ser declarada com "desapareguda en acció".

### Ministre d'Armament
Després que el Ministre d'Armament i Producció Bèl·lica, Fritz Todt, morís en un estrany accident aeri el 8 de febrer de 1942, Hitler nomenà Speer immediatament com el seu successor al capdavant del ministeri, amb la promesa que quan finalitzés la guerra tornaria a l'arquitectura.
Speer va assumir les seves noves funcions amb ganes i va occupar també el càrrec del seu antecessor dins de l'Organització Todt. Va mantenir els mateixos col·laboradors, com l'enginyer Xaver Dorsch, un dels enginyers més brillants de l'Alemanya nazi, i Karl Saur, qui posteriorment participaria en un complot contra ell. En assumir el seu nou càrrec, Speer inicià el període més fosc de la seva vida.
Ben aviat, tota la producció militar de la Luftwaffe, la Wehrmacht i el Pla Quadriennal, que ocupava tota l'economia alemanya, va caure sobre les seves espatlles. Les seves responsabilitats van passar a ser enormes i havia de treballar sense descans. Per a assolir els objectius previstos, es requerí a les SS que subministressin mà d'obra originària dels territoris de l'est. La mà d'obra esclava s'incrementà d'1,5 milions de persones a 14 milions. El subministrament de la mà d'obra originària de les deportacions estava al càrrec del seu subordinat, Fritz Sauckel, el seu enllaç amb les SS. Aquestes persones, majoritàriament presoners de guerra soviètics, treballaven en condicions infrahumanes, morint a centenars cada dia, en aplicació del principi nazi d'extermini mitjançant el treball forçat. Van ser responsables de les obres del Mur Atlàntic, les construccions dels camps de bombes volants a Peenemünde, així com de diversos camps de concentració, entre altres obres. Aquests que pertanyien al 40% que no havien de ser eliminats immediatament, rebien l'apel·latiu de treballadors essencials, mentre que la resta eren enviats directament als camps d'extermini. En assumir el pla quadriennal, que fins llavors havia estat sota la direcció (gens eficaç) de Göring, es guanyà un tenaç opositor.
Entre les seves responsabilitats estava la de mantenir habilitat el sistema ferroviari per a l'enviament d'armament cap a l'est. Alhora, les SS usaven els vagons de retorn per a transportar presoners esclaus cap a l'oest o bé per dirigir deportats cap als camps d'extermini. Aquestes accions van ser administrades per Theodor Ganzenmüller, sots-secretari d'estat pel transport a instàncies de Speer. A més, Ganzenmüller estava en contacte permanent amb Fritz Sauckel, l'ajudant de Speer, així com amb Karl Wolff, l'ajudant de Himmler. Hitler en persona mai no mencionà a Speer el que estava succeint realment amb els jueus de l'Est, ni el que havia succeït amb els guettos polonesos. No seria fins al 1943, al Discurs de Posen quan se n'assabentaria d'aquesta qüestió.
Els seus principals col·laboradors militars van ser el Mariscal Erhard Milch, de la Luftwaffe, i el coronel general Friedrich Fromm, que convenceren Speer que, a molt trigar, s'hauria de guanyar la guerra amb la Unió Soviètica a l'octubre d'aquell mateix any.
Speer treballà diligentment per incrementar la producció bèl·lica. Per a això va fer servir el treball esclau assistit directament per Himmler a través de Sauckel, tot i que cada cop era més clar que Alemanya s'enfrontava a una derrota imminent. Speer intentà concentrar, sense èxit, tota l'economia de guerra alemanya en l'esforç de guerra, però la política del NSDAP i el cercle proper a Hitler, especialment Göring i Bormann, li ho van impedir, la qual cosa va influir directament en el desenllaç de la guerra. A més intentà (també sense èxit) de convèncer Hitler que la massa femenina alemanya entrés en la maquinària de guerra, la qual cosa li va ser rebutjada.
El maig de 1942, el general Friedrich Fromm li presentà als físics Otto Hann i Werner Heisenberg, de l'Institut Kaiser Guillem, que estaven treballant en el desenvolupament d'un motor nuclear, però que paral·lelament estaven desenvolupant una bomba atòmica. Speer col·laborà en el projecte amb el subministrament dels materials necessaris. No obstant això, Heisenberg ressenyà a Speer que Alemanya necessitaria diversos anys per a obtenir-ne una, gràcies al fet que Hitler, sabedor del tema des de 1938, no li havia prestat cap mena d'atenció, a causa de la fòbia que sentia cap a tot allò que estigués relacionat amb el físic jueu-alemany Albert Einstein i amb la «física jueva», tal com ell anomenava a la física nuclear.
El novembre de 1942, Speer se n'assabentà que el seu germà Ernst havia mort en un pobre hospital de campanya a Stalingrad, tot i les gestions que havia fet amb el mariscal Milch perquè fos evacuat en algun dels darrers avions que sortien del setge. A la mateixa època, Speer veia als informes que les estadístiques de logística anaven creixent, mostrant les espantoses pèrdues en la guerra amb la Unió Soviètica. Al seu escriptori s'acumulaven xifres desesperades en material, homes i armes. A la fi del mes, Himmler impartí una directiva que ordenava que els treballadors jueus de les fàbriques d'armaments havien de ser traslladats a camps de concentració per procedir al seu extermini, i que fossin substituïts per polonesos. Això provocà greus trastorns a Speer, que intentà revertir la disposició.
El 1943, Speer va consolidar la seva posició com a Ministre d'Armament. La producció d'avions, tancs i armes es multiplicà. La Wehrmacht el recolzava totalment en la seva gestió. Himmler li proveïa de mà d'obra esclava des de Polònia i Ucraïna, i com que l'estrella de Göring s'eclipsava després de Stalingrad, la seva influència negativa disminuí.
El 30 de març de 1943, Speer visità el camp de concentració de Mauthausen. Allà se li oferí una recepció de pantalla, i li va amagar-se la realitat del que allà succeïa. Speer quedà impressionat de l'estàndard de vida que aparentment gaudien els presoners, i fins i tot aconsellà a Himmler no fer servir materials que podrien ser necessaris a la indústria armamentística. Durant la seva visita se li va fer una foto que, posteriorment, jugaria en contra seua.
Aquell mateix any, Speer començà a comprendre que la guerra ja estava perduda, car els requeriments del front sobrepassaven la producció. Per llavors, després de l'operació Gomorra el 1943, els aliats ja havien guanyat la superioritat aèria. Els bombardeigs sobre les ciutats i indústries alemanyes ja s'havia tornat quelcom comú. No obstant això, la campanya de bombardeig estratègic aliada no es va concentrar en la indústria, i Speer, amb la seva habilitat per a la improvisació, va poder fer menors les pèrdues. Tot i les pèrdues, Alemanya va ser capaç de doblar la producció de tancs el 1943, d'incrementar un 80% la producció d'avions, i la construcció dels submarins passà d'un any a dos mesos. La producció seguiria incrementant-se fins a la segona meitat del 1944, en què es produiria equipament per subministrar a 270 divisions, mentre que la Wehrmacht només en tenia 150 desplegades.

#### La Conferència de Posen
Als cercles més propers a Hitler ja es començava a rumorejar el nom de Speer com a possible successor. Aquest fet, per descomptat, l'acabà de situar sense voler-ho ell al punt de mira d'aquells que també es postulaven com a successors, principalment Himmler i Bormann.
El 6 d'octubre de 1943, Speer va ser citat al castell de Posen, on pronuncià un discurs al qual va sol·licitar l'ajut en mà d'obra als Gauleiters, els quals es resistien a cooperar, instruïts per Bormann. Més tard, Himmler faria una al·locució històrica en la qual, instruït per Hitler, informà les més altes esferes civils i militars del genocidi que s'estava practicant contra els jueus i va sol·licitar-los de mantenir aquesta informació en el més absolut secret.
Mitjançant aquest discurs, Himmler involucrà Speer en el tema. Se sap, a jutjar per les paraules contingudes en el discurs de Himmler i pels fets posteriors, que Speer va estar present a la reunió i que, per tant, era coneixedor del que estava succeint, tot i que posteriorment ho negaria.

### La caiguda del Reich

#### La construcció deDora-Mittelbau
El 22 d'agost de 1943, Speer es reuní amb Hitler a Rastenburg per a avaluar un projecte de Hitler sobre la construcció d'un enorme reducte subterrani a les muntanyes del Harz, Dora-Mittelbau, on es fabricarien bombes V2 en sèrie, supervisades per Wernher von Braun, a causa del fet que l'estació Peenemünde havia estat destruïda per un bombardeig aliat. Es construiria en el secret més absolut i en el menor temps possible, en fer servir exclusivament presoners dels camps de concentració que proporcionaria Himmler, juntament amb els tècnics. Speer, des de Berlín, proporcionaria els enginyers, el disseny i l'administració. Hitler aprovà la idea.
El projecte començà a materialitzar-se i Speer efectuà una visita el 10 de desembre del 1943. Allà va poder comprovar les condicions infernals i inhumanes de vida que tenien els presoners-esclaus que construïen el refugi sense més eines que les pròpies mans i que dormien en coves excavades dins del mateix subterrani. Speer quedà commocionat davant d'aquesta realitat i va sospesar conscientment llavors el discurs de Himmler a Posen. Les obres estaven dirigides sobre el terreny pel Brigadeführer-SS Hans Kammler. Speer reclamà millorar les condicions sanitàries dels presoners, ordenà la construcció de barracons a l'exterior i una millora de les condicions de treball. Aquest fet molestà profundament Himmler, qui informà Hitler de l'actitud del seu ministre. Hitler canvià la seva actitud cap a Speer i va retirar-li l'aura de confiança a la relació. Tot i aquests canvis, la meitat dels treballadors de Mittelwerk van morir. Speer posteriorment comentaria que "realment les condicions d'aquells presoners era brutal, i cada cop que penso en ells m'envaeix un profund sentiment de culpa".

#### El costat fosc del poder
El gener de 1944, un mes i mig després de la visita a Dora, Speer va percebre el distanciament de Hitler i la indiferència cap a la seva persona i va caure en un estat psicosomàtic depressiu sever. Va ser traslladat a Hohenlychen, un establiment hospitalari de les SS. Allà va ser atès per Karl Gebhard, metge personal de Himmler, que intentà agreujar les malalties de Speer amb l'objectiu de matar-lo. No obstant això, Annemarie Kampf, la seva secretària, escoltà una conversa entre Himmler i Gebhar i va assabentar-se de l'intent d'assassinat. Immediatament se substituí Gebhard pel doctor Koch, que canvia el tractament de Speer amb uns resultats espectaculars de recuperació de la seva salut. En sospitar-se la temptativa d'envenirament, va ser traslladat a Itàlia.
Va estar convalescent a Meran, i després tornà al seu càrrec en haver d'enfrontar un sinuós escenari polític: durant la seva absència, diversos rivals seus (principalment Himmler, Göring i Bormann) van intentar obtenir de manera permanent alguns dels poders de Speer. L'abril, van tenir èxit quan aconseguiren que se li retirés la responsabilitat de la construcció, a la que Speer respongué amb una amarga carta dirigida a Hitler en la qual li oferia la seva dimissió. El mariscal Milch jutjava Speer indispensable per a l'esforç de guerra i persuadí Hitler perquè intentés que Speer reconsiderés la seva decisió. Hitler envià Milch perquè digués a Speer que el tenia en tan alta consideració com sempre, a la qual cosa Speer respongué que "el Führer pot besar-me el cul!". Després d'una llarga xerrada, Milch aconseguí convèncer Speer perquè retirés la seva dimissió, a condició que se li restablissin els seus poders. El 23 d'abril de 1944, Speer anà a veure Hitler per acordar que tot seguia com estava, i que Speer seguiria sent el cap de la construcció alemanya.

#### El complot del 20 de juliol
Speer era sabedor de l'existència d'una conspiració contra Hitler, va preferir no participar-hi, però tampoc no els va delatar, igual que va fer el mariscal Rommel. Degut a tots els fets anteriors, així com a la desconfiança de Hitler, els conspiradors contra Hitler van creure oportú apropar-se a Speer per Friedrich Fromm. Speer va patir grans pressions per part d'aquest grup, ostensiblement ampli a alts nivells de govern i del partit, el Pla Walküre preveia que seria mantingut com a Ministre d'Armaments. Segons sembla, Speer declinà l'oferta.
El 17 de juliol, Speer va rebre el coronel Claus von Stauffenberg, qui de manera amable però insistent li demanà que acudís el dia 20 a l'oficina del general Friedrich Fromm, al quarter general de la Wehrmacht al carrer Bendlerstrasse. Speer declinà la cita per motius de treball, i va demonstrar la seva ambivalència típica i Stauffenberg es retirà sense haver aconseguit el seu objectiu. A un arxiu secret de Fromm s'anotà el seu nom en la llista del futur govern, amb l'anotació al costat "Si fos possible", i un signe d'interrogació.
Després del fracàs de la conspiració, la repressió de Hitler va fer que s'executessin 5.648 persones. D'elles, s'estima que només 200 estaven directament involucrades; la resta incloïen familiars dels conspiradors, innocents denunciats sota tortura i els familiars d'aquests.
Segons el seu propi relat Speer hauria planejat ell mateix d'assassinar Hitler el 1945, per la introducció de gas nerviós a la ventilació del seu búnker, però les proves relatives a aquesta afirmació són molt escasses i no passen de ser un mite. Tot i l'ambient generat després del fracàs de l'atemptat, Hitler, estranyament, el continuà considerant digne de confiança, i va mantenir-lo en el seu càrrec.

#### Els desacataments i l'inici del final
A les etapes finals de la guerra, Speer, amb un risc considerable de la seva pròpia vida, evità la realització de la política de terra cremada desitjada per Hitler, tant als territoris ocupats com a la mateixa Alemanya. A mitjans de 1944, Hitler havia ordenat a Speer destruir tota la infraestructura productiva alemanya (fàbriques, maquinària, granges, factories...). Speer ignorà aquesta ordre i va mantenir la capacitat industrial. A més, Hitler li ordenà incrementar la producció de gasos verinosos, com el tabún o el sarín, que ja estava força avançada en la seva posada en marxa. La idea de Hitler era gassejar els russos que traspassessin la frontera alemanya. Novament, Speer ignorà aquesta ordre, i va detenir la fabricació d'elements per a una guerra química, i exposa així la seva pròpia vida davant Hitler.
A inicis de 1945 li va ser afegida una nova responsabilitat: la de Ministre de Transports. L'abril del 1945, la situació ja era terminal per al règim nazi. Hitler va redactar el seu testament polític el 29 d'abril, i va deixar de banda Speer per al govern de successió que es formaria després de la seva mort. Aquest visità per darrer cop Hitler al seu búnker amb el propòsit d'acomiadar-se i, en una conversa d'una hora de durada, li confessà els desacataments comesos durant els darrers mesos; Hitler només guardà silenci davant la confessió de Speer. Després, Speer manifestà que marxaria de Berlín i Hitler, fredament, l'hauria deixat marxar amb les paraules: «Així que se'n va...? Bé... Adéu!»‘‘ amb una fredor que no mostrava la relació que havien mantingut.
Prèviament, Speer va provar de convèncer Magda Goebbels que desistís de la determinació de suïcidar-se tant ella com els seus fills, però la intervenció brusca de Joseph Goebbels li impedí seguir xerrant, tot i el seu pesar. Més tard s'acomiadà d'Eva Braun i sortí cap a un sector als afores de Berlín, des d'on evacuà la seva família cap a Berghof. D'acord amb el general Gotthard Heinrici, ordenà a les tropes del front oriental que desobeïssin les ordres de Hitler, que es retiressin cap al front occidental i es rendissin allà, en comptes de l'intent suïcida de trencar el bloqueig amb el qual l'Exèrcit Roig sotmetia a Berlín.
Quan Speer s'assabentà que Hitler s'havia suïcidat, va caure en una profunda depressió, de la qual només es recuperà quan va ser reclamat per Karl Dönitz a Plön, perquè formés part del nou govern alemany, en substitució de Martin Bormann. Aquest govern només va operar durant uns vint dies, i no va ser reconegut pels aliats.
Albert Speer va ser detingut pels nord-americans el 12 de maig de 1945 i va ser curosament interrogat per la comissió pel control d'Alemanya, format per tècnics aliats. Speer lliurà informació de gran utilitat que va permetre la continuïtat d'Alemanya com a nació. Entre altres informacions valuoses, va ajudar l'Estat Major americà a conèixer els efectes reals dels bombardeigs aeris sobre l'economia de guerra alemanya entre 1942 i 1945. Alguns d'aquests bombardeigs gairebé van aconseguir paralitzar la producció, sobretot quan tenien com a objectiu indústries altament especialitzades, com la de rodaments o la química, mentre que d'altres només van fer augmentar el desig de resistència de la població civil quan es van fer de manera indiscriminada, com els d'Hamburg o Dresde.

### El judici de Nuremberg
Als Judicis de Nuremberg, Speer va ser un dels pocs funcionaris del règim nazi que manifestaren remordiments i es declararen culpables, tot i que demostrà ser ambivalent. Durant els descàrrecs, Speer negà conèixer qualsevol aspecte relacionat amb l'extermini d'ètnies jueves, eslaves i gitanes. A més, negà tenir coneixement de l'atemptat perpetrat contra Hitler el 20 de juliol de 1944 pel coronel Claus von Stauffenberg. Adoptà una actitud de víctima del règim nazi i va conduir-se de manera intel·ligent als interrogatoris. Va mostrar diferències amb la resta de jerarques nazis, denotant transparència, culpabilitat en alguns casos i ignorància dels fets en d'altres.
Als judicis, el fiscal Jackson presentà com a prova una fotografia de Speer durant una visita al camp de Mauthausen, on apareixia clarament envoltat de presoners demacrats. L'acusació afirmava que això provava que Speer era conscient de l'Holocaust. Speer es defensà en dir que només es tractava d'una visita per a gent influent al camp, i que en cap moment van arribar a sospitar la missió més infame d'aquest. Aquesta afirmació de Speer avui dia manca de fonaments. Havia estat present a Dnepropetrovsk quan els Einsatzgruppen encara actuaven a la regió, a més era informat del reclutament forçós d'obrers esclaus per Fritz Sauckel. A més, existeixen proves que confirmen que va estar present al discurs de Posen.
Tot i haver-se guanyat la bona disposició del fiscal Jackson, va estar a punt de ser condemnat a mort, cosa que el mateix Speer creia fermament, com que hi havia moltes proves en contra seva: la seva afiliació a les SS, l'ús del treball esclau, etc. Finalment va ser condemnat a 20 anys de presó a Spandau (Berlín), principalment a causa de l'ús del treball esclau. Si s'hagués corroborat la seva afiliació a les SS — només s'havien consultat els registres anteriors a 1942 — i si s'hagués establert que coneixia l'extermini jueu, sense dubte hauria estat executat.

### Els darrers anys
Durant la seva estança a Spandau, Speer va mantenir amistat amb Rudolf Hess, captiu des de 1941, així com amb altres jerarques nazis de menor importància. El seu alliberament el 1966, després d'haver complert la seva pena de reclusió, va ser un esdeveniment mundial. Publicà diversos llibres semiautobiogràfics. Speer passà els darrers anys de la seva vida en un semiretir autorevisionista. Va viure dels seus drets d'autor, en companyia de la seva esposa, Margarete Weber, fins que la mort el sorprengué a Londres el setembre de 1981.

## Curiositats
Speer, davant dels seus biògrafs, va explicar la personalitat de Hitler com un ésser desproveït d'humanitat, d'una veritable essència que posava límit a les seves passions. Els seus comentaris han permès a molts historiadors apropar-se més el veritable perfil de Hitler i del seu règim. Anys després diria sobre la personalitat del líder nazi:
| « | Tot i que vaig estar molt de temps al seu costat, mai no el vaig arribar a conèixer. No sé qui va ser exactament Adolf Hitler | » |

| « | Al pit de Hitler, al lloc on hi hauria d'haver hagut un cor, només hi havia un forat | » |

| « | Si Hitler hagués tingut un amic, aquest hagués estat jo. Hitler era incapaç de sentir amistat, no crec que ni tan sols sabés el que això significava | » |

| « | Hitler va ser el millor per Alemanya. No obstant això, Alemanya no va ser el millor per a ell | » |

Les seves autobiografies, titulades Memòries i Diari de Spandau, proporcionen una mirada personal i excepcional de les grans personalitats de l'època nazi. No obstant això, molts crítics opinen que Speer minimitza i evadeix la seva pròpia responsabilitat en les atrocitats de l'època. Segons entrevistes realitzades després de ser empresonat, Speer adoptà l'actitud còmoda de "mirar cap a l'altre costat" davant de les atrocitats nazis. Per exemple, va admetre que era conscient de l'existència d'Auschwitz i que allà estaven succeint moltes morts; per tant, evità intencionadament visitar el camp o saber més detalls del que allà succeïa en realitat.
El seu fill Albert es convertí en un arquitecte d'èxit per dret propi, i va ser responsable del projecte de l'Expo 2000 de Hannover, del disseny de la Ciutat Internacional de l'Automòbil de Shanghai i del complex olímpic de Pequín.
La seva filla Hilde Schramm, que de petita havia aparegut en mans de Hitler en algunes fotos, es convertí en una coneguda parlamentària d'esquerres.
Els fanals per a Berlín Est posteriors a la guerra es basaren en un disseny de Speer per a la reconstrucció de Berlín, com Germània, i encara avui poden veure's pels seus carrers.